# غوستاف إيكهورن
غوستاف إيكهورن (بالألمانية: Gustav Eichhorn ) (و. 1867 – 1954 م) هو فيزيائي من ألمانيا . ولد في دوسلدورف.
توفي في زيورخ ، عن عمر يناهز 87 عاماً.